# Dwayne Johnson
Dwayne Douglas Johnson (n. 2 mai 1972, Hayward, California, Statele Unite), cunoscut și după numele de ring The Rock, este un actor american și fost wrestler profesionist care a evoluat în WWE. 
Câștigând 17 titluri de campion în WWE, inclusiv 10 titluri de campion mondial, Dwayne „The Rock” Johnson este considerat unul din cei mai buni wrestleri din toate timpurile.
Primul rol principal al Johnson într-un film a fost rolul din The Scorpion King, în 2002. Pentru acest rol, el a fost plătit cu 5,5 milioane $, un record mondial pentru un actor la primul său rol principal.
De atunci el a mai apărut într-o serie de filme, printre care Beyond the Mat (1999), Longshot (2000), The Mummy Returns (2001), The Rundown (2003), Walking Tall (2004), Be Cool și Doom (2005), Gridiron Gang (2006), Reno 911!: Miami, Southland Tales și The Game Plan (2007), Get Smart (2008), Race to which mountain și Planet 51 (2009), Tooth Fairy, Why Did I Get Married Too?, Faster, The Other Guys și You Again (2010), Fast Five (2011), Journey 2: The Misterios Island și G.I. Joe: Retaliation (2012), Doom, The Other Guys, Faster, Fast Five și Fast & Furious 6 Fast & Furious 7 , Fast & Furious 8 , Fast 9 & Fast & Furious Hobbs and Shaw.
Pe 16 decembrie 2013, Forbes l-a numit pe Johnson cel mai profitabil actor din 2013, filmele cu participarea sa încasând 1,3 miliarde $ în lumea întreagă în acel an. Forbes a menționat și succesul peliculei Fast & Furious 6, care a încasat 789 de milioane pe plan global.
Dwayne Johnson este unul din cei mai bine plătiți actori din lume, acesta fiind pe locul doi în lista Forbes a celor mai bine plătiți actori de la Hollywood, cu venituri estimate de 52 de milioane de dolari între iunie 2012 și iunie 2013.. În 2021, Dwayne Johnson a anunțat că și-ar dori să fie următorul actor James Bond.

## Carieră în wrestling

### Începutul carierei(1996)
După ce a fost dat afară de Calgary, Johnson și-a început cariera de wrestling în anul următor, în 1996. Luptătorul veteran Pat Patterson i-a asigurat mai multe meciuri de încercare pentru Johnson cu World Wrestling Federation (WWF) în 1996. Luptând la început sub numele său adevărat, Johnson i-a învins pe The Brooklyn Brawler la un house show și a pierdut cu Chris Candido și Owen Hart. După ce a luptat în compania lui Jerry Lawler, United States Wrestling Association sub numele de Flex Kavana și a câștigat de două ori USWA Tag Team Championship cu partenerul său Bart Sawyer în vara anului 1996, Johnson a semnat un contract WWF. A fost antrenat de Tom Prichard, alături de Achim Albrecht și Mark Henry.

### World Wrestling Entertainment/Federation

#### Intercontinental Champion (1996–1997)
Johnson și-a făcut debutul în WWF ca Rocky Maivia, o combinație a numelor de ring ale tatălui său și ale bunicului său, deși comentatorii i-au recunoscut numele adevărat. El a fost inițial reticent să ia poarte nume, dar a fost convins de Vince McMahon și Jim Ross. I s-a dat porecla „The Blue Chipper” și, pentru a-și pune în valoare descendența, a fost împins ca fiind primul luptător din a treia generație al WWF. Un personaj face, Maivia a fost împins puternic încă de la început, în ciuda lipsei de experiență în ring. El a debutat în Monday Night Raw ca membru al anturajului lui Marc Mero pe 4 noiembrie 1996. Primul său meci a avut loc la Survivor Series pe 17 noiembrie, într-un meci de echipă eliminatorie cu opt luptători; a fost singurul supraviețuitor și i-a eliminat pe ultimii doi membri ai echipei adverse, Crush și Goldust. Pe 13 februarie 1997, a câștigat Intercontinental Championship de la Hunter Hearst Helmsley la o ediție de joi a Monday Night Raw. Maivia a apărat apoi cu succes titlul împotriva lui Helmsley la In Your House 13: Final Four pe 16 februarie.
Primul meci WrestleMania al lui Johnson a avut loc la WrestleMania 13 pe 23 martie, unde și-a apărat titlul Intercontinental împotriva lui The Sultan. Fanii WWF au început să-i respingă personajul și push-ul dat de companie. El l-a învins pe Bret Hart prin descalificare într-un meci pentru titlul lui Dwayne în episodul din 31 martie din Raw is War. În culise, Hart l-a îndrumat pe Johnson pentru primul său an în WWF și a refuzat să câștige titlul. Pe 20 aprilie, la In Your House 14: Revenge of the 'Taker, el a pierdut în fața lui Savio Vega, dar și-a păstrat titlul. Publicul a devenit din ce în ce mai ostil față de Maivia, „die, Rocky, die” și „Rocky sucks” fiind auzite în timpul meciurilor sale.
După ce a pierdut titlul Intercontinental în fața lui Owen Hart în episodul din 28 aprilie din Raw Is War, Maivia a suferit o accidentare legitimă la genunchi într-un meci împotriva lui Mankind în iunie și și-a petrecut câteva luni recuperându-se.

#### Nation of Domination (1997–1998)
La întoarcerea în august, Maivia a devenit heel pentru prima dată în cariera sa atacând pe fanii care l-au huiduit și alăturându-se lui Faarooq, D'Lo Brown și Kama în echipa numită Nation of Domination. Apoi a refuzat să recunoască numele Rocky Maivia, în schimb referindu-se la el însuși la persoana a treia ca The Rock, deși va fi în continuare catalogat drept "The Rock" Rocky Maivia până în 1998. The Rock va insulta în mod regulat publicul, interpreții WWF și intervievatorii.
La D-Generation X: In Your House, pe 7 decembrie, Stone Cold Steve Austin l-a învins pe The Rock în mai puțin de șase minute pentru a păstra titul intercontinental. În noaptea următoare, Raw Is War, Mr. McMahon i-a ordonat lui Austin să-și apere titlul într-o revanșă, dar Austin a renunțat la meci, dându-i centura lui The Rock înainte de a-l lovi cu un Stone Cold Stunner. The Rock s-a certat cu Austin și Ken Shamrock până la sfârșitul anului 1997 și începutul lui 1998. Pe 19 ianuarie 1998, la Royal Rumble, The Rock l-a învins pe Shamrock prin descalificare pentru a păstra titlul Intercontinental. Mai târziu în acea noapte, a intrat în meciul Royal Rumble și a durat rămas în meci până la ultimii doi wrestleri, înainte de a fi eliminat de Stone Cold Steve Austin. Pe 29 martie, la WrestleMania XIV, l-a învins pe Shamrock prin descalificare încă o dată pentru a-și păstra titlul. În noaptea următoare, Raw is War, The Rock a debutat cu un nou design pentru Centura Intercontinental și mai târziu avea să-l răstoarne pe Faarooq ca lider al Nationd of Domination pentru a declanșa o ceartă între cei doi. Apoi a apărat cu succes Titlul Intercontinental împotriva lui Faarooq la Over the Edge: In Your House pe 31 mai. Echipa s-a autointitulat The Nation.
The Rock și the Nation s-au certat apoi cu Triple H și D-Generation X (DX), cei doi lideri stabili întâlnindu-se pentru prima dată în sferturile de finală ale turneului King of the Ring din 1998, pe care The Rock l-a câștigat. La King of the Ring, pe 28 iunie, The Rock l-a învins pe Dan Severn în meciul de semifinală și a pierdut în finală în fața rivalului Ken Shamrock. The Rock și-a reluat apoi cearta cu Triple H, cei doi au avut un meci two out of three falls la Fully Loaded: In Your House pe 26 iulie pentru Centura Intercontinental, pe care The Rock l-a păstrat într-un mod controversat. Acest lucru a dus la un meci ladder la SummerSlam pe 30 august, unde The Rock a pierdut titlul în fața lui Triple H.
În a doua jumătate a anului 1998, The Rock a înregistrat o creștere mare a susținerii fanilor. De asemenea, a început să-și consolideze personajul celebru în această perioadă, care va dura până în 2000. Popularitatea sa l-a făcut să fie luat într-o ceartă cu colegii membri ai The Nation, Mark Henry și D'Lo Brown, transformându-l în acest proces babyface. Henry l-a învins pe The Rock la Judgment Day: In Your House pe 18 octombrie după interferența lui Brown, distrugând efectiv echipa.

#### Campion WWF și ascensiune(1998–2000)
The Rock a fost apoi înscris în turneul „Deadly Game” pentru Centura WWF vacantă. Finala a avut loc la Survivor Series pe 15 noiembrie, unde The Rock l-a învins pe asociatul lui Vince McMahon, Mankind, pentru a câștiga WWF Championship pentru prima dată. O „întorsătură dublă” a avut loc atunci când The Rock a devenit heel după ce s-a aliat cu Vince și Shane McMahon ca bijuteria grupării lor, The Corporation, după ce McMahons l-au trădat pe Mankind. Pe 13 decembrie, la pay-per-view-ul numit după el, Rock Bottom: In Your House, The Rock a avut o revanșă cu Mankind pentru WWF Championship. Mankind părea să câștige meciul atunci când The Rock a leșinat de la Mandible Claw, dar Vince Mcmahon a hotărât că, deoarece The Rock nu a renunțat, el și-a păstrat titlul.

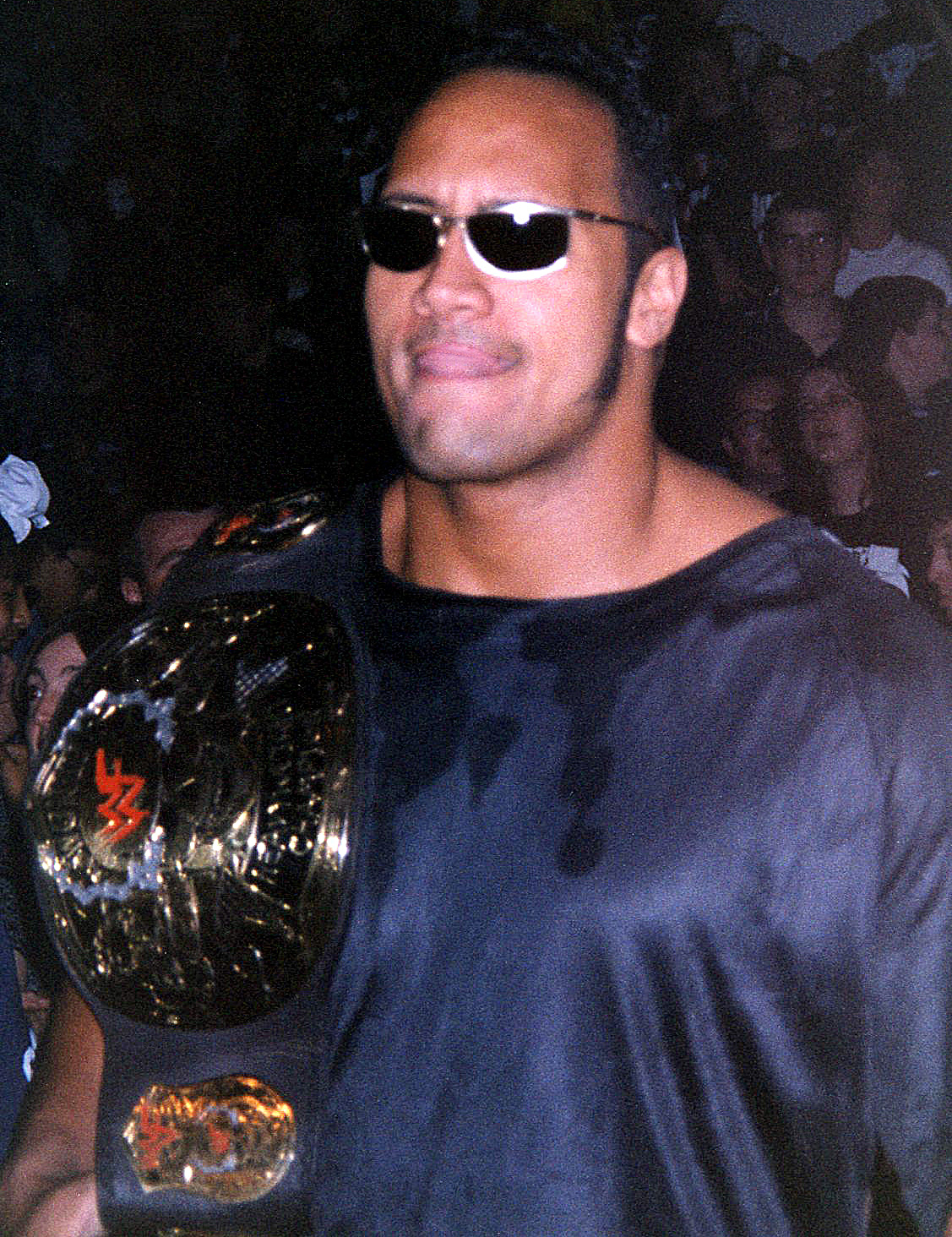

În Main Event-ul din episodul din 4 ianuarie 1999 din Raw Is War, Mankind l-a învins pe The Rock pentru WWF Championship după intervenția lui Stone Cold Steve Austin. Apoi, la Royal Rumble din 24 ianuarie, The Rock și-a recâștigat titlul într-un meci „I Quit”, un tip de meci de supunere care se încheie doar dacă unul dintre combatanți spune „I quit” la microfon. Intenționat să arate o latură sinistră în personajul lui The Rock, The Rock l-a lovit pe Mankind în cap cu un scaun de oțel de 11 ori în loc de 5 ori,așa cum era scenariul, cinci lovituri fiind deja riscante (majoritatea meciurilor de lupte din Attitude Era care implicau scaune de oțel aveau cel mult 2 sau 3 lovituri în cap). După cea de-a cincea lovitură, Mankind era încă lângă ring în loc de două treimi în sus de rampa de intrare unde ar fi trebuit să fie, iar după a unsprezecea lovitură, o înregistrare a lui Mankind spunând „I Quit” dintr-un interviu anterior a fost redată. Pe 31 ianuarie, în timpul unui episod din Sunday Night Heat, The Rock și Mankind au participat la un meci Empty Arena, un meci care a avut loc într-o arenă cu 22.000 de locuri goale, unde orice parte a instalației putea fi folosită pentru a contesta meciul. După 20 de minute de luptă haotică în ring, tribune, bucătărie, zona de catering, un birou, coridoarele arenei și, în sfârșit, o zonă de  subsol, Mankind a pus pin-ul pe The Rock folosind un stivuitor pentru a câștiga WWF Championship. Cei doi s-au confruntat din nou, la St. Valentine's Day Massacre: In Your House pe 14 februarie, într-un meci Last Man Standing care s-a încheiat la egalitate, ceea ce înseamnă că Mankind și-a păstrat titlul. Cearta lor s-a încheiat în Raw Is War din 15 februarie, când The Rock a câștigat al treilea  WWF Championship într-un Ladder Match, după ce Big Show, care debuta, a intervenit în numele său. The Rock a pierdut apoi WWF Championship în fața lui Stone Cold Steve Austin la WrestleMania XV pe 28 martie.
Popularitatea lui The Rock a continuat să crească, iar publicul încă îl aplauda, deși era un heel. A pierdut revanșa titlului împotriva lui Stone Cold Steve Austin la Backlash: In Your House pe 25 aprilie. În noaptea următoare la Raw is War, The Rock a fost concediat din The Corporation după ce a fost trădat de Shane McMahon, devenind înapoi face și pornind o ceartă cu Triple H, The Undertaker și The Corporate Ministry. Pe 29 aprilie 1999, WWF a difuzat primul episod din SmackDown!, un termen derivat dintr-unul dintre sloganurile lui The Rock. În episod, The Rock și-a continuat cearta cu The Corporate Ministry. Acest lucru a dus la un meci cu Triple H, la Over the Edge pe 23 mai, pe care The Rock l-a câștigat, și un meci pentru WWF Championship împotriva lui The Undertaker, la King of the Ring pe 27 iunie, pe care The Rock l-a pierdut. The Rock a pierdut apoi un meci în fața lui Triple H, la Fully Loaded pe 25 iulie, după interferența lui „Mr. Ass” Billy Gunn. The Rock l-a învins apoi pe Gunn într-un meci Kiss My Ass la SummerSlam pe 22 august. Rock a primit, de asemenea, privilegiul de a avea propriul meci de semnătură, cum ar fi The Undertaker cu meciul Buried Alive, Kane cu meciul Inferno și Mankind cu Boiler Room Brawl: meciul Brahma Bullrope. The Rock a disputat acest meci de două ori, ambele ori în Texas (vs Triple H în Dallas și împotriva Al Snow în Houston).
La scurt timp după SummerSlam, The Rock a început să facă echipă cu fostul adversar Mankind și cei doi au devenit cunoscuți sub numele de Rock 'n' Sock Connection. Ei au devenit Campioni WWF Tag Team pentru prima dată după ce i-au învins pe The Undertaker și Big Show pentru titlurile din episodul din 30 august din Raw is War. Cei doi au interpretat împreună o serie de scenete de comedie apreciate de critici, inclusiv una numită „This Is Your Life”, în care Mankind a adus la televizor versiuni parodice ale unor oameni din trecutul lui The Rock, cum ar fi iubita lui din liceu și antrenorul său de fotbal din liceu, doar pentru ca The Rock să-i insulte. Segmentul a câștigat un 8,4 evaluarea Nielsen, una dintre cele mai înalte evaluări pentru un segment Raw. Cei doi au pierdut titlurile înapoi în fața Undertaker și Big Show în episodul din 9 septembrie din SmackDown! și le-a câștigat înapoi de la ei în episodul din 20 septembrie din Raw is War. The Rock și Mankind au pierdut apoi titlurile în fața The New Age Outlaws chiar în următorul episod din SmackDown!. The Rock and Mankind vor câștiga titlurile de echipă pentru a treia și ultima oară după ce i-au învins pe New Age Outlaws în episodul din 14 octombrie din SmackDown! înainte de a pierde titlurile în fața The Holly Cousins în episodul din 18 octombrie din Raw is War.
La Royal Rumble din 23 ianuarie 2000, The Rock a intrat în meciul Royal Rumble și a fost unul dintre ultimii doi rămași, alături de Big Show.  Big Show a intenționat să-l arunce pe The Rock peste frânghia de sus într-o poziție asemănătoare cu un powerslam, înainte ca The Rock să contracareze mișcarea pe șorțul ringului, trimițându-l pe Big Show la podea înainte de a reintra în ring ca și câștigător. Dar picioarele lui The Rock au lovit accidental podeaua, deși cei care urmăreau evenimentul la televizor nu au văzut asta. Acest lucru a fost redat în poveste, deoarece Big Show a furnizat imagini video suplimentare care îl arată și a pretins că este câștigătorul de drept. Candidatura numărul unu a lui Rock pentru  WWF Championship a fost apoi pusă în joc împotriva lui Big Show la No Way Out pe 27 februarie, pe care Big Show l-a câștigat după intervenția lui Shane McMahon. The Rock l-a învins apoi pe Big Show în episodul din 13 martie din Raw Is War, pentru a recâștiga dreptul de a-l înfrunta pe Campionul WWF, Triple H, la WrestleMania 2000, pe 2 aprilie, într-un meci de eliminare Fatal Four-way, incluzând și pe Big Show și Mick Foley. Fiecare luptător avea un McMahon în colțul său: Triple H avea soția lui, Stephanie, Foley o avea pe Linda, The Rock avea pe Vince și Big Show pe Shane. The Rock a durat până la ultimii doi, dar a fost eliminat de Triple H după ce Vince l-a trădat lovindu-l cu un scaun.

#### Campion mondial (2000-2002)
În săptămânile următoare, The Rock și-a continuat cearta cu Triple H și în cele din urmă a câștigat al patrulea titlu WWF, pe care l-a câștigat pe 30 aprilie, la Backlash, după ce Stone Cold Steve Austin a intervenit în numele său. În noaptea următoare, la Raw is War, The Rock și-a apărat cu succes titlul împotriva lui Shane McMahon într-un meci Steel Cage. Pe 21 mai, la Judgment Day, The Rock s-a confruntat cu Triple H într-un meci Iron Man cu Shawn Michaels ca arbitru invitat special. Cu scorul egal la cinci fiecare și cu câteva secunde rămase până la limita de timp, The Rock a fost descalificat când The Undertaker l-a atacat pe Triple H, oferindu-i astfel lui Triple H victoria cu 6–5 și titlul. The Rock a câștigat pentru a cincea oară WWF Championship la King of the Ring pe 25 iunie, într-un meci de șase oameni, făcând echipă cu Kane și The Undertaker împotriva lui Shane McMahon, Triple H și Vince McMahon, pe care l-a numărat. The Rock a apărat cu succes titlul împotriva lui Chris Benoit pe 23 iulie la Fully Loaded. Luna următoare, și-a apărat cu succes titlul împotriva lui Kurt Angle și Triple H la SummerSlam pe 27 august. The Rock a avut o altă apărare reușită a titlului împotriva lui Benoit, Kane și The Undertaker pe 24 septembrie la Unforgiven.

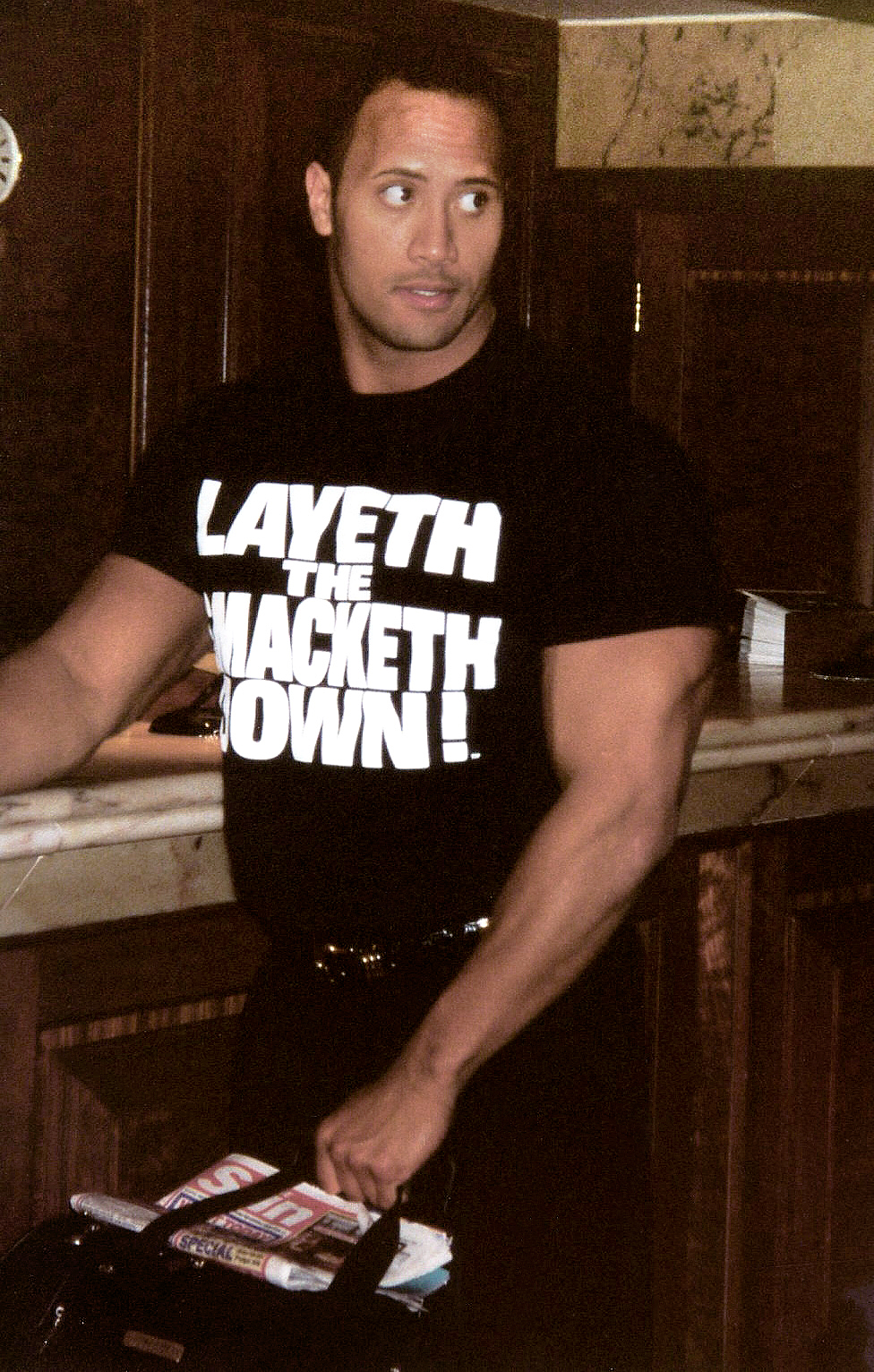
The Rock în Londra.

The Rock a pierdut apoi WWF Championship în fața lui Kurt Angle la No Mercy pe 22 octombrie 2000. Luna următoare, The Rock s-a certat cu Rikishi și l-a învins la Survivor Series pe 19 noiembrie. The Rock a luptat cu șase oameni în Hell in a Cell pentru WWF Championship de la Armageddon pe 10 decembrie, pe care Angle l-a câștigat pentru a-și păstra titlul. În episodul din 18 decembrie din Raw is War, The Rock a câștigat  WWF Tag Team Championship cu The Undertaker, învingându-i pe Edge și Christian, înainte de a pierde titlurile înapoi în fața lui Edge și Christian în noaptea următoare la un SmackDown!. The Rock a continuat să se certe cu Angle pentru WWF Championship, culminând la No Way Out pe 25 februarie 2001, unde l-a numărat pe Angle pentru a câștiga pentru a șasea oară WWF Championship. The Rock s-a certat apoi cu câștigătorul Royal Rumble, Stone Cold Steve Austin, căruia i-a pierdut titlul la WrestleMania X-Seven pe 1 aprilie, după ce Austin s-a aliat cu Vince McMahon, care a intervenit în meci. În seara următoare, Raw is War, în timpul unei revanșe pentru titlu în steel cage, Triple H l-a atacat The Rock, aliandu-se cu McMahon și Austin și ajutându-l pe Austin să-și păstreze centura. Austin și Triple H au format apoi o echipă numită The Power Trip, în timp ce The Rock a fost suspendat pe termen nelimitat în poveste. Johnson a folosit acest timp liber pentru a juca în The Scorpion King.
The Rock s-a întors la sfârșitul lunii iulie, când WWF s-a certat cu promoțiile rivale World Championship Wrestling (WCW) și Extreme Championship Wrestling (ECW) în timpul a ceea ce este cunoscut sub numele de povestea The Invasion. În realitate, WCW a fost achiziționat de Vince McMahon și WWF, iar ECW și-a încetat activitatea la începutul anului 2001. Mulți foști luptători WCW și ECW au fost apoi aduși la televiziunea WWF și au format Alianța pentru a concura cu WWF în poveste. Alianța și Vince McMahon au încercat apoi să-l convingă pe Rock să se alăture echipei lor. The Rock s-a aliniat apoi cu McMahon și WWF. Luna următoare, Rock l-a învins pe Booker T la SummerSlam pe 19 august pentru a câștiga pentru prima dată WCW World Heavyweight Championship. Ulterior, a pierdut titlul în fața lui Chris Jericho la No Mercy pe 21 octombrie. În noaptea următoare la Raw, a făcut echipă cu Jericho pentru a câștiga WWF Tag Team Championship de la The Dudley Boyz. Cei doi au pierdut apoi titlurile în fața lui Booker T și Test în episodul din 1 noiembrie 2001 din SmackDown!. The Rock l-a învins pe Jericho în episodul Raw din 5 noiembrie pentru al doilea său WCW World Championship.
Ca parte a bătăliei WWF împotriva Alianței, Rock s-a luptat într-un meci cu echipe de eliminare cinci la cinci la Survivor Series pe 18 noiembrie, unde compania echipei învinse va fi dizolvată în poveste. A fost membru al echipei WWF împreună cu Chris Jericho, The Undertaker, Kane și Big Show. Echipa Alianței a fost formată din Stone Cold Steve Austin, Kurt Angle, Booker T, Rob Van Dam și Shane McMahon. În cele din urmă, s-a rezumat la un unu-la-unu între Rock și Stone Cold Steve Austin. Rock părea să domine meciul, până când coechipierul său Jericho a intrat în ring și l-a atacat pe The Rock. Austin a încercat să valorifice acest lucru prin numărarea lui Rock, dar Kurt Angle și-a dezvăluit adevărata loialitate atacându-l pe Austin. The Rock l-a numărat apoi pe Austin, oferind echipei WWF victoria și forțând Alianța să se dizolve. WCW Championship al lui Rock a fost redenumit „World Championship” în urma pierderii Alianței. La următorul pay-per-view, Vengeance pe 9 decembrie, The Rock a pierdut World Championship în fața lui Jericho, care va unifica apoi titlurile WWF și World mai târziu în acea noapte. The Rock l-a provocat apoi fără succes pe Jericho pentru acum Undisputed WWF Championship la Royal Rumble pe 20 ianuarie, 2002.
La următorul pay-per-view, No Way Out din 17 februarie, The Rock l-a învins pe The Undertaker într-un meci de simplu. Evenimentul a avut și debutul în WWF al faimoasei facțiuni din WCW New World Order (nWo), care la acea vreme era formată din „Hollywood” Hulk Hogan, Kevin Nash și Scott Hall. Acest lucru a dus mai târziu la un meci între The Rock și Hogan la WrestleMania X8 pe 17 martie. Meciul a fost catalogat drept „legendă versus legendă”, ambii bărbați reprezentând două generații de lupte; în cele din urmă, The Rock l-a numărat pe Hogan la WrestleMania X8 pentru a câștiga meciul. În ciuda faptului că The Rock înfățișa un personaj eroic, iar Hogan era un răufăcător, o parte din mulțimea care a participat la SkyDome îl susținea foarte mult pe Hogan. Într-un interviu din 2013, Hogan a spus că el și The Rock au schimbat stilul meciului din mers pe baza răspunsului mulțimii. După introducerea primului draft, WWF a organizat o „loterie” în episodul din 25 martie 2002 din Raw. The Rock a fost alegerea numărul unu, mergând la SmackDown!  înainte de a lua o pauză de la lupte.
The Rock a revenit într-un episod din iunie din Raw, înainte de a merge la brand-ul lui SmackDown!. Acolo, el a fost numit candidatul numărul unu pentru WWE Undisputed Championship, pe care l-a câștigat pentru a șaptea oară, un record, la Vengeance pe 21 iulie, învingându-l pe Kurt Angle și pe atunci campionul The Undertaker într-un meci Triple Threat. The Rock și-a apărat cu succes titlul la evenimentul Global Warning din 10 august împotriva lui Triple H și a lui Brock Lesnar după ce l-a numărat pe Triple H. Pe 25 august, la SummerSlam, The Rock a pierdut WWE Undisputed Championship în fața lui Lesnar, împreună cu recordul pentru cel mai tânăr campion WWE, pe care l-a stabilit în 1998. În 2018, scriind pentru ESPN, după victoria asupra lui Hulk Hogan la WrestleMania X8, The Rock „a început să vadă o scădere în sprijinul fanilor” și „acea scădere s-a transformat într-o scufundare” când The Rock a avut meciul cu Lesnar la SummerSlam, deoarece fanii știau că părăsește WWE pentru a urma o carieră de actor, așa cum demonstrează răspunsul negativ al mulțimii în timpul meciului cu Lesnar. După ce SummerSlam s-a încheiat, The Rock a fost vizibil furios pe reacția mulțimii. Când a încercat să facă un discurs după spectacol pentru mulțime, fanii l-au huiduit. În cele din urmă, a făcut un mic promo, declarând că „sing-long with The Rock is over!” The Rock și-a luat apoi timp liber pentru a-și începe cariera de actor.

#### Hollywood Rock (2003)
The Rock a revenit pe 30 ianuarie 2003, episodul din SmackDown! pentru a stabili un alt meci cu Hulk Hogan la No Way Out pe 23 februarie. Din cauza reacției negative a fanilor în timpul meciurilor anterioare, ca urmare a carierei sale de actor în devenire, The Rock a devenit heel pentru prima dată din 1999. De asemenea, a început o nouă persoană numită Hollywood Rock, cu un aspect nou și un cap ras. The Rock l-a învins pe Hogan la No Way Out înainte de a trece în Raw. Acolo, a avut diverse rivalități mai mici, inclusiv una cu The Hurricane. De asemenea, a început să interpreteze „Concertele The Rock”, segmente în care a cântat la chitară și i-a batjocorit pe wrestlerii și fanii WWE cântând.
După ce nu a reușit să câștige o competiție pentru o șansă la centura World Heavyweight Championship, The Rock a intrat într-un alt program cu Stone Cold Steve Austin. Acest lucru a dus la un meci la WrestleMania XIX pe 30 martie, al treilea meci al lor la Wrestlemania după XV și 17, ambele câștigate de Austin. The Rock a câștigat după ce a livrat trei Rock Bottoms consecutive, punând capăt rivalității lor de lungă durată în ceea ce s-a dovedit a fi ultimul meci al lui Austin, până la WrestleMania 38. În noaptea următoare, Raw a fost catalogat drept „The Rock Appreciation Night”, în onoarea victoriei sale asupra lui Austin. În acea noapte, a fost atacat de debutantul Goldberg. La Backlash din 27 aprilie, Goldberg l-a învins pe The Rock, care apoi a părăsit pentru scurt timp WWE pentru a filma Walking Tall.

#### Plecare (2003-2004)
În episodul din 2 iunie din Raw, The Rock s-a alăturat Highlight Reel și i-a atacat pe Christian și Chris Jericho cu Booker T, devenind din nou face. Mai târziu se va întoarce în episodul din 8 decembrie din Raw pentru a-l ajuta pe Mick Foley împotriva La Résistance. În 2004, The Rock l-a ajutat pe Mick Foley în cearta sa împotriva Evolution, ducând la o reuniune a Rock 'n' Sock Connection. Au pierdut împotriva lui Ric Flair, Randy Orton și Batista într-un meci handicap la WrestleMania XX pe 14 martie 2004, când Orton l-a numărat pe Foley după un RKO. Acesta a fost ultimul meci de lupte al lui Johnson până în noiembrie 2011. The Rock a apărut sporadic în WWE după WrestleMania XX. El a revenit pentru a oferi sprijin lui Eugene împotriva lui Jonathan Coachman și a făcut o apariție cameo în orașul său natal, Miami, unde l-a confruntat pe Randy Orton. În episodul din 23 august din Raw, el a găzduit un concurs de mâncare de plăcinte, ca parte a WWE Diva Search, și a încheiat segmentul dându-i lui Coachman People's Elbow. Contractul lui Rock cu WWE s-a încheiat atunci și și-a început cariera de actor cu normă întreagă.

#### Apariții în afara ringului (2007–2009)
Pe 12 martie 2007, The Rock a apărut într-o emisiune WWE după aproape trei ani, printr-un promo preînregistrat prezentat în timpul Raw. El a prezis corect că Bobby Lashley îl va învinge pe Umaga la WrestleMania 23 în meciul „Battle of the Billionaires” al lui Donald Trump și Vince McMahon Hair vs. Hair. Pe 29 martie 2008, Johnson a introdus pe tatăl său Rocky Johnson și pe bunicul Peter Maivia în WWE Hall of Fame. Următoarea sa apariție a fost printr-un promo pre-înregistrat pe 2 octombrie 2009, în timpul episodului special din Smackdown: Un deceniu de SmackDown.

### Revenirea în WWE

#### Rivalitatea cu John Cena (2011–2013)

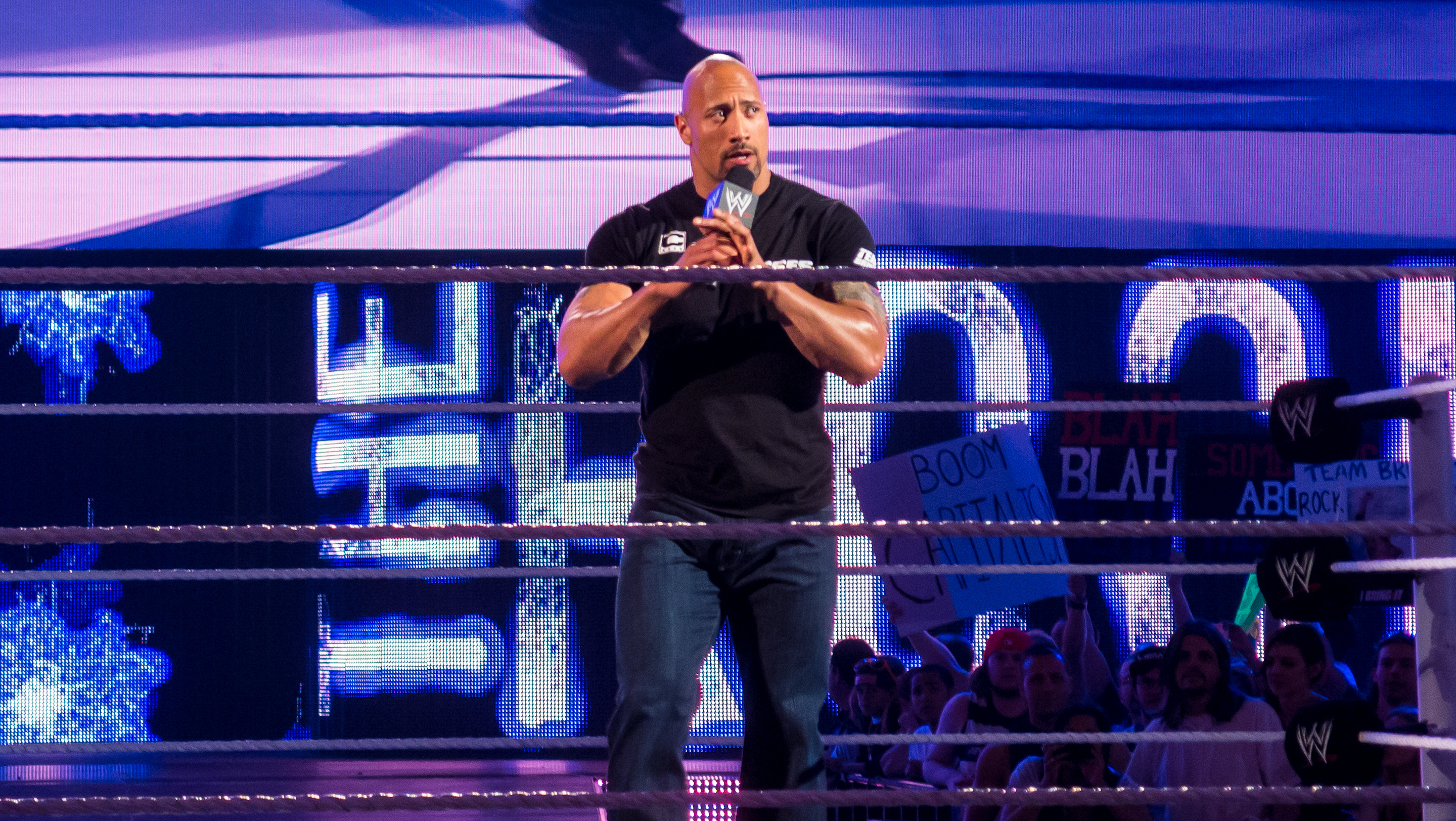
The Rock la Raw, Miami, 2 Aprilie 2012

Pe 14 februarie 2011, The Rock a fost anunțat ca va fi gazda WrestleMania XXVII pe 3 aprilie 2011, apărând în direct la Raw pentru prima dată în aproape șapte ani. În timpul unui promo îndelungat, el s-a adresat fanilor și a început o rivalitate cu John Cena. După numeroase apariții prin satelit, The Rock a apărut în direct pe Raw înainte de WrestleMania XXVII pentru a îl înfrunta pe Cena. După ce el și Cena ți-au adresat insulte, The Miz și Alex Riley au apărut și l-au atacat The Rock; i-a bătut pe Miz și Riley, dar Cena i-a făcut un AA.
Pe 3 aprilie, la WrestleMania XXVII, The Rock a deschis spectacolul printr-un promo. După ce a apărut în numeroase segmente în culise, The Rock a venit în ring pentru a relua main event-ul dintre Cena și The Miz ca un meci fără descalificare, după ce meciul s-a încheiat cu o dublă numărătoare. Ca răzbunare, The Rock l-a lovit pe Cena cu Rock Bottom, permițându-i lui Miz să-l numere și să păstreze WWE Championship. După meci, The Rock l-a atacat pe The Miz. În seara următoare, la Raw, The Rock și Cena au convenit asupra unui meci la WrestleMania XXVIII anul următor. Apoi au lucrat împreună pentru a respinge un atac al The Corre, care la acea vreme era compus din Wade Barrett, Heath Slater, Justin Gabriel și Ezekiel Jackson.
The Rock a apărut în direct la Raw în orașul său natal, Miami, pentru a sărbători cea de-a 39-a aniversare. Pe 16 septembrie, WWE a anunțat că The Rock va lupta într-un meci tradițional de echipe 5 la 5 Survivor Series, făcând echipă cu Cena la Survivor Series în noiembrie. Dar în episodul din 24 octombrie din Raw SuperShow, Cena i-a sugerat lui The Rock să fie partenerul său într-un meci standard de echipă împotriva lui The Miz și R-Truth, o echipă numită Awesome Truth, cu care Rock a acceptat săptămâna următoare. Pe 14 noiembrie, în timpul emisiunii speciale Raw Gets Rocked, The Rock a apărut în direct, livrând Rock Bottoms lui Mick Foley, care găzduise un segment în stil „This Is Your Life” pentru Cena, și membrilor ai Awesome Truth. The Rock și Cena au învins pe Awesome Truth pe 20 noiembrie la Survivor Series, când The Rock l-a numărat pe The Miz. După meci, The Rock i-a dat lui Cena un Rock Bottom.

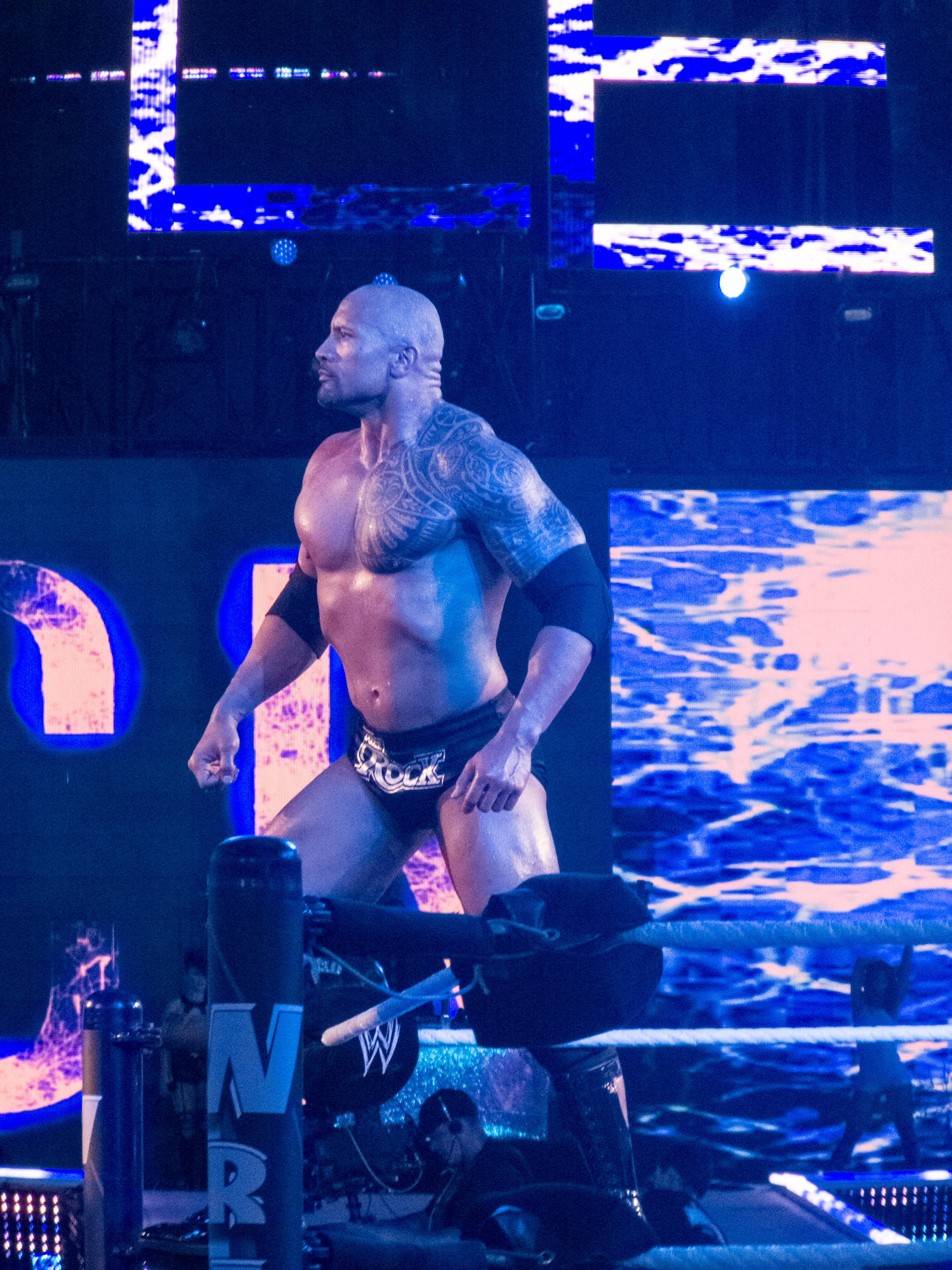
WWE Wrestlemania 28 - The Rock vs John Cena

The Rock și Cena au avut mai multe confruntări verbale la Raw SuperShow. În episodul din 12 martie 2012 din Raw SuperShow, The Rock a găzduit primul său segment „Concert rock” după 2004, batjocorindu-l pe Cena în melodiile sale. Pe 1 aprilie, la WrestleMania XXVIII, The Rock l-a învins pe Cena în main event, după ce a contracarat încercarea lui Cena de a-i face un People Elbow într-un Rock Bottom și l-a numărat pe Cena. Acest eveniment a doborât recordul pentru cea mai mare rată de cumpărare pay-per-view de wrestling. În noaptea următoare, la Raw SuperShow, The Rock l-a lăudat pe Cena, numind meciul lor „o onoare”. Apoi a promis că va deveni din nou Campion WWE.
Pe 23 iulie, la Raw 1000, The Rock a anunțat că va lupta pentru WWE Championship la Royal Rumble pay-per-view. În timpul emisiunii, el i-a întâlnit pe CM Punk, campionul WWE, Daniel Bryan și John Cena, toți care și-au exprimat dorința de a-l înfrunta. Ulterior, The Rock l-a salvat pe Cena de un atac al lui Big Show, doar pentru a fi atacat de CM Punk. Pe 7 ianuarie 2013, episodul din Raw, The Rock s-a întors să-și confrunte adversarul de la Royal Rumble, CM Punk. Pe 11 ianuarie, și-a făcut prima apariție la SmackDown în zece ani, intrând într-o altercație cu Team Rhodes Scholars, ceea ce a dus la livrarea unui Rock Bottom lui Damien Sandow și un People's Elbow lui Cody Rhodes. The Rock a încheiat episodul de 20 de ani de la Raw, pe 14 ianuarie, cu unul dintre „Concertele rock” ale sale, ducând la o ceartă cu CM Punk. Săptămâna următoare pe Raw, The Rock a fost atacat de The Shield. Vince McMahon a afirmat apoi că dacă The Shield l-ar ataca pe Rock în meciul său pentru titlu cu CM Punk, Punk ar fi deposedat de titlul WWE.

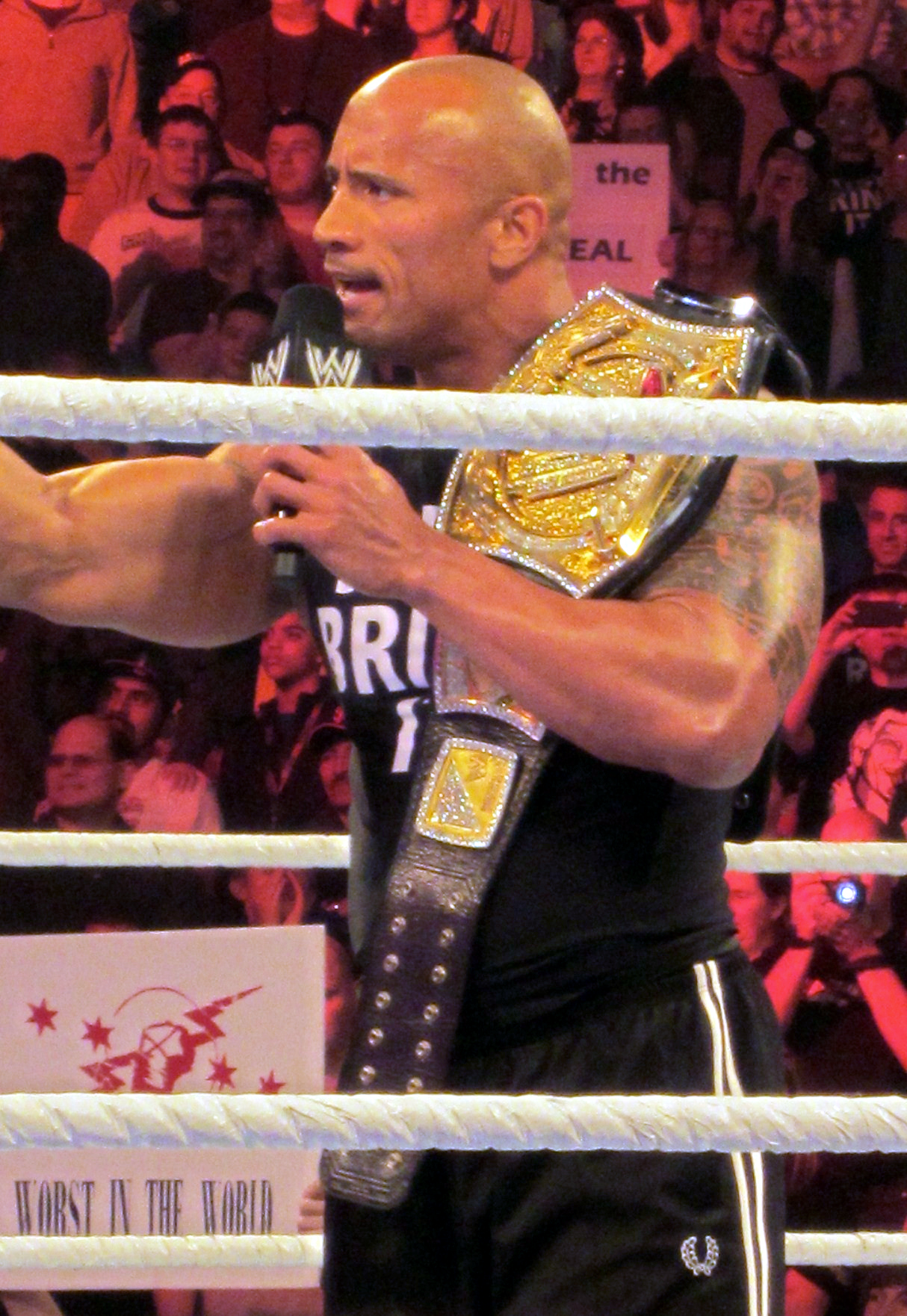
The Rock cu titlul WWE la o emisiune Monday Night Raw din februarie 2013

Pe 27 ianuarie, la Royal Rumble, CM Punk îl învinge pe The Rock după ce luminile arenei s-au stins și cineva l-a atacat pe The Rock. Vince McMahon a ieșit apoi și a fost pe cale să-i i-a lui Punk titlul, cu toate acestea, la cererea lui The Rock, a reluat meciul. Acest lucru a culminat cu The Rock care l-a învins pe Punk și a câștigat al optulea WWE Championship. Punk a primit o revanșă a titlului cu The Rock, la Elimination Chamber pe 17 februarie 2013, cu stipulația suplimentară că, dacă The Rock va fi descalificat sau numărat în afara ringului, va pierde WWE Championship. The Rock îl numără pe Punk pentru a-l învinge și păstrează centura. În noaptea următoare, la Raw, The Rock a dezvăluit un nou design WWE Championship, cu o placă centrală diferită și plăci laterale personalizabile detașabile, care aveau „Brahma Bull” logo. The Rock și-a reluat apoi rivalitatea cu John Cena, care a câștigat Royal Rumble din acel an pentru a organiza o revanșă a meciului WrestleMania anterior dintre cei doi la WrestleMania 29, doar că de această dată cu WWE Championship pe masă.
Pe 7 aprilie, la WrestleMania 29, The Rock a pierdut titlul WWE în fața lui Cena, încheindu-și domnia la 70 de zile. În ciuda faptului că i s-a făcut reclamă pentru Raw după WrestleMania, unde s-a afirmat că The Rock avea în continuare dreptul la o revanșă pentru WWE Championship, The Rock nu a apărut din cauza unei răni reale suferite în timpul meciului cu Cena, în care tendoanele abdominale și adductori i-au rupt pelvisul. Johnson a fost operat pe 23 aprilie pentru a atașa din nou tendoanele rupte. După operație, i-a făcut abdomenul să pară mult mai puțin musculos decât restul corpului, în special brațele.

#### Apariții part-time(2014-2023)
În aprilie 2014, The Rock a apărut în segmentul de deschidere al WrestleMania XXX împreună cu Stone Cold Steve Austin și Hulk Hogan. În episodul din 6 octombrie din Raw, The Rock a făcut o apariție surpriză pentru a-i confrunta pe Rusev și Lana. La cea de-a 15-a aniversare de la SmackDown, pe 10 octombrie, The Rock avea să facă apariția într-un segment în culise, unde el și Triple H își vor aminti despre rivalitatea lor din trecut.

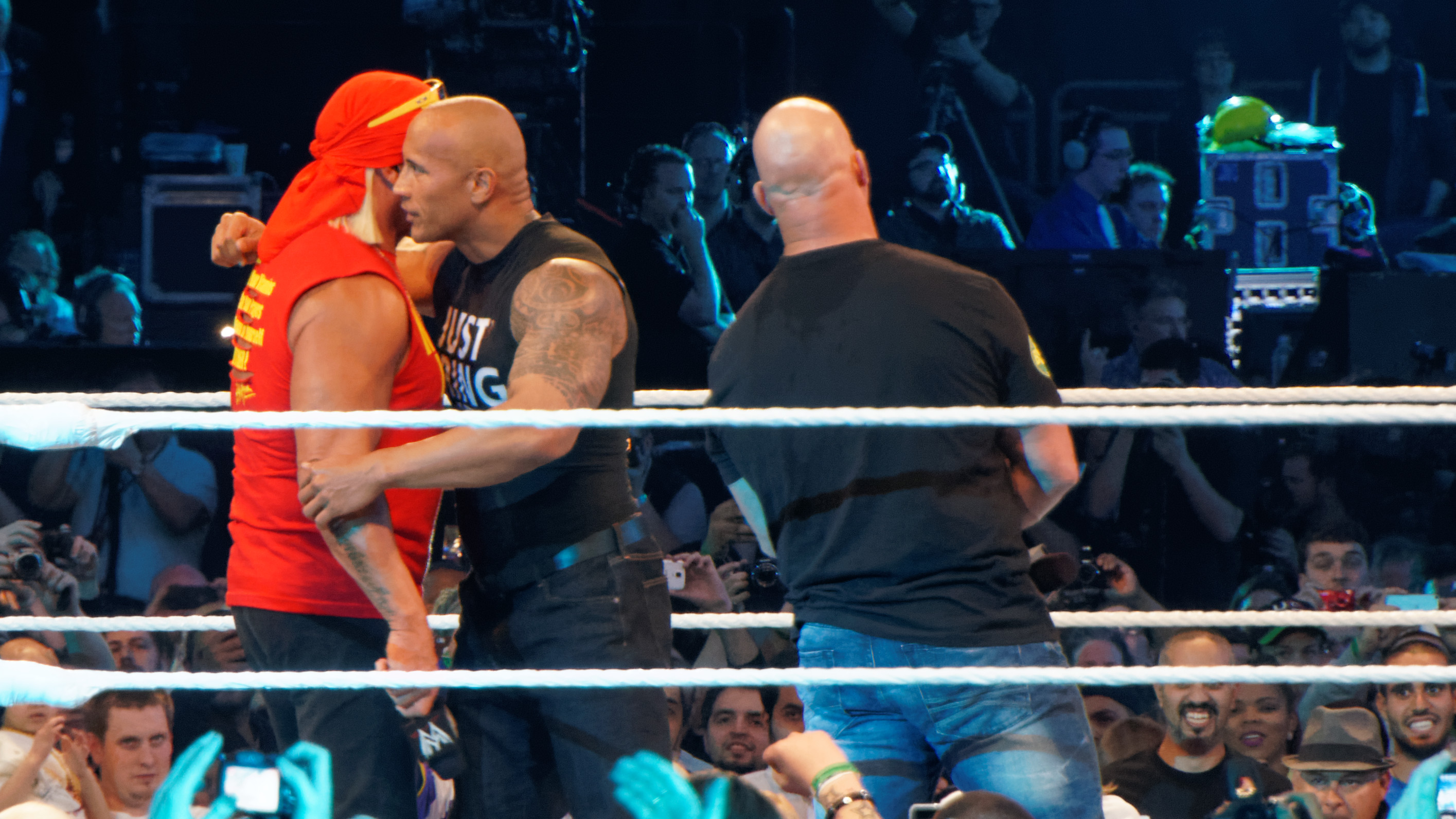
The Rock îmbrățișându-l pe Hulk Hogan. În dreapta lor se află Steve Austin(Wrestlemania XXX).

The Rock a apărut la evenimentul Royal Rumble din 2015, pe 25 ianuarie 2015, în timpul main event-ului, unde l-a ajutat pe ruda sa, Roman Reigns, să se lupte cu Big Show și Kane după ce Reigns i-a eliminat din meciul Royal Rumble. Reigns a câștigat apoi meciul și Rock l-a susținut în ring. The Rock a apărut la WrestleMania 31 pe 29 martie 2015, alături de Ronda Rousey, intrând într-o altercație în ring cu Triple H și Stephanie McMahon. Pe 27 iunie, The Rock a apărut la un eveniment live din Boston, unde l-a confruntat pe Bo Dallas și i-a oferit un Rock Bottom.
În episodul din Raw din 25 ianuarie 2016, The Rock a fost într-un segment care l-a văzut conversând cu The Miz, Big Show, Lana și Rusev înainte ca el și rudele lui, The Usos, să intre într-o altercație cu Campionii de pe atunci WWE Tag Team, The New Day. The Rock a apărut la WrestleMania 32 pe 3 aprilie 2016, unde a anunțat că WWE a doborât recordul de prezență la WrestleMania înainte de a fi întrerupt de The Wyatt Family. The Rock a avut o discuție verbală cu Bray Wyatt înainte de a avea un meci improvizat cu membrul familiei Wyatt, Erick Rowan. The Rock a câștigat după ce i-a dat lui Rowan un Rock Bottom și l-a numărat în șase secunde, ceea ce a stabilit recordul pentru cea mai rapidă victorie din istoria WrestleMania. The Rock a fost apoi ajutat de un John Cena care s-a întors pentru a lupta cu Wyatt, Rowan și Braun Strowman.
Pe 20 februarie 2017, episodul din Raw, The Rock a făcut o apariție netelevizată după ce difuzarea TV s-a terminat, unde a promovat și filmat o scenă pentru viitorul său film Fighting with My Family. Pe 3 august 2019, The Rock și-a anunțat oficial retragerea din wrestling. Pe 30 septembrie 2019, după săptămâni de speculații, The Rock a anunțat că va apărea la cea de-a 20-a aniversare a SmackDown pe 4 octombrie 2019, marcând prima sa apariție la SmackDown din octombrie 2014 și prima sa apariție televizată din aprilie 2016. La eveniment, el a avut un promo cu Becky Lynch înainte ca ei să fie întrerupți de King Corbin. După ce l-au atacat pe Corbin, Rock și Lynch au sărbătorit în ring.
Pe 15 septembrie 2023, Rock a făcut o revenire surpriză la SmackDown, într-un segment cu Pat McAfee și Austin Theory, pe care Rock l-a atacat. Aceasta a marcat prima sa apariție televizată în WWE din 4 octombrie 2019.

#### The Final Boss (2024–prezent)
S-a presuspus că un fost campion WWE va apărea în ediția de Day 1 a Raw-ului pe 1 ianuarie 2024; campionul neidentificat s-a dezvăluit la început a fi Jinder Mahal, care a insultat mulțimea înainte de a fi întrerupt de The Rock în prima sa apariție live la Raw din 2016. Cei doi s-au certat și The Rock a ieșit învingător, după care a întrebat mulțimea dacă ar trebui să stea la „capul mesei” într-o referire directă la Undisputed WWE, numit „The Head of Table“, Roman Reigns. The Rock a apărut și în episodul din 2 februarie din SmackDown, unde s-a confruntat cu Reigns după ce câștigătorul Royal Rumble, Cody Rhodes, a decis să nu-l aleagă pe Reigns ca adversar WrestleMania 40 pentru a-i permite lui The Rock să se confrunte cu Reigns. Acest lucru a fost întâmpinat de o reacție intensă a fanilor care doreau ca Rhodes să se confrunte cu Reigns; evenimentul media WrestleMania XL din 8 februarie l-a văzut pe The Rock să se alinieze cu Reigns, l-a pedepsit pe Rhodes pentru că și-a inversat decizia de a nu-l alege pe Reigns drept adversar WrestleMania și l-a pălmuit pentru că a vorbit împotriva familiei Anoaʻi (din care The Rock și Reigns fac parte), devenind astfel heel pentru prima dată din 2003. În culise, Triple H este intervievat despre ceea ce tocmai se întâmplase, The Rock și Reigns au trecut și i-au spus să „remedieze” sau o vor face ei, deși Triple H va apărea mai târziu la SmackDown pentru a susține decizia lui Rhodes.

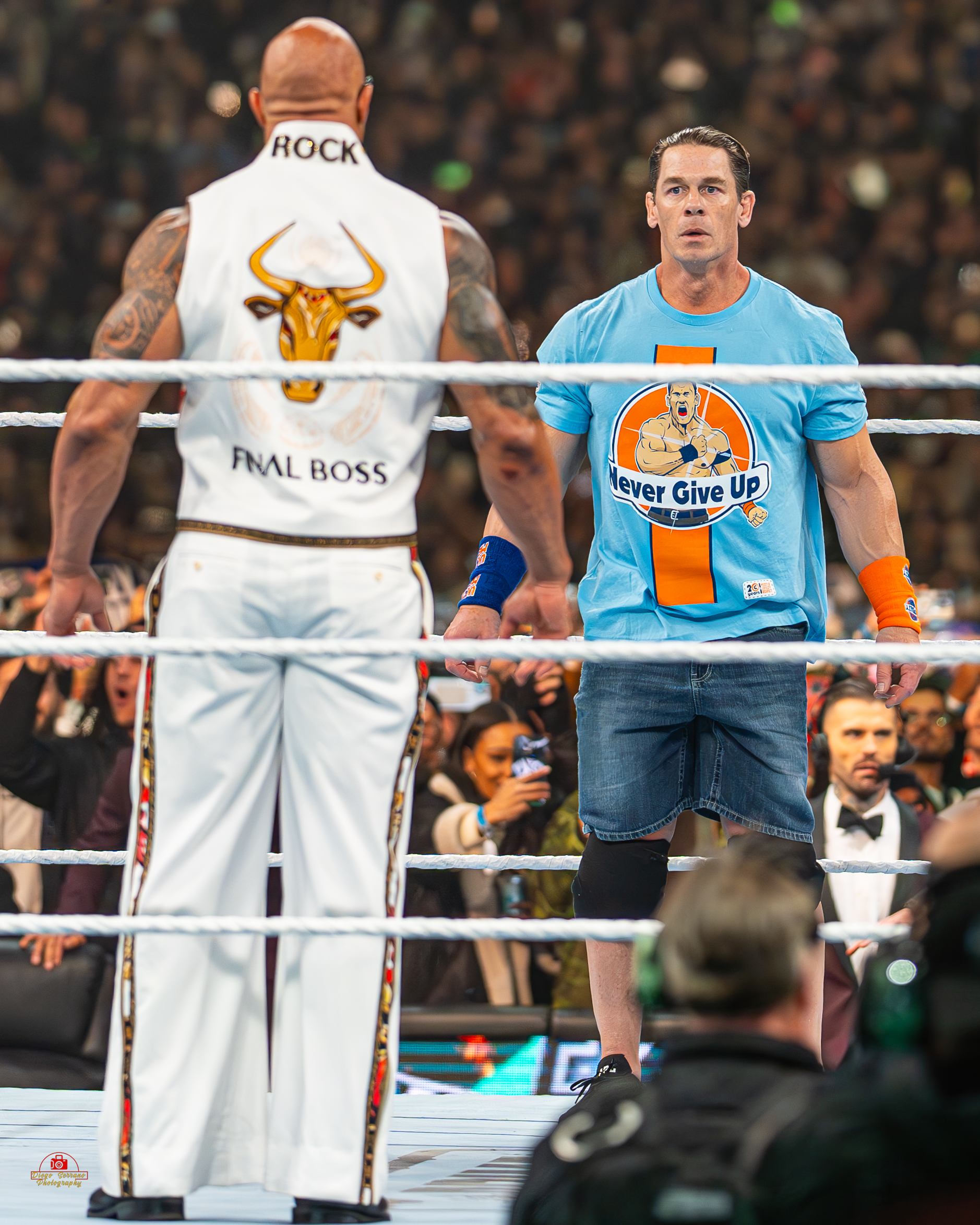
The Rock și John Cena la Wrestlemania XL.

În episodul din 16 februarie din SmackDown, The Rock s-a alăturat oficial facțiunii lui Reigns, The Bloodline; el a debutat, de asemenea, un nou personaj similar cu personajul „Hollywood Rock” din 2003. Apoi, a apărut în episodul de 1 martie din SmackDown, unde i-a dat noului său personaj porecla de „The Final Boss” și le-a lansat o provocare lui Rhodes și Seth „Freakin” Rollins: dacă i-ar învinge pe el și pe Reigns într-un meci pe echipe la WrestleMania Noaptea 1, meciul de titlu al lui Rhodes împotriva lui Reigns la Noaptea 2 nu va permite nimănui să intervină în meci. În schimb, dacă The Rock și Roman câștig, meciul de la Noaptea 2 va fi un Bloodline Rules. În episodul din 25 martie din Raw, The Rock l-a atacat pe Rhodes în culise, lăsându-l bătut și însângerat în parcare. În timpul WWE Hall of Fame din 2024, The Rock a primit un The Peoples Championship de la soția lui Muhammad Ali, Lonnie, pe care avea să-l poarte peste umăr ori de câte ori apărea pe ecran. În main event-ul din Noaptea 1 din WrestleMania XL, The Rock și Reigns i-au învins pe Rhodes și Rollins. În timpul main event-ului din Noaptea 2 dintre Reigns și Rhodes, mai multe persoane au intervenit în numele ambilor bărbați; The Rock a apărut și l-a lovit pe John Cena cu un Rock Bottom după ce cei doi s-au uitat unul la celălalt, dar The Undertaker a apărut apoi și l-a atacat pe The Rock. Rhodes l-a învins pe Reigns pentru Undisputed WWE Championship. În noaptea următoare la Raw, The Rock a întrerupt sărbătoarea lui Rhodes pentru a-l felicita și a dezvălui că va pleca pentru o vreme, dar va veni după Rhodes când se va întoarce; acest lucru i-a permis lui Johnson timp liber pentru a filma filmul bio The Smashing Machine. În timpul pauzei sale, Solo Sikoa a devenit noul lider al The Bloodline, demarând Războiul Civil Bloodline.

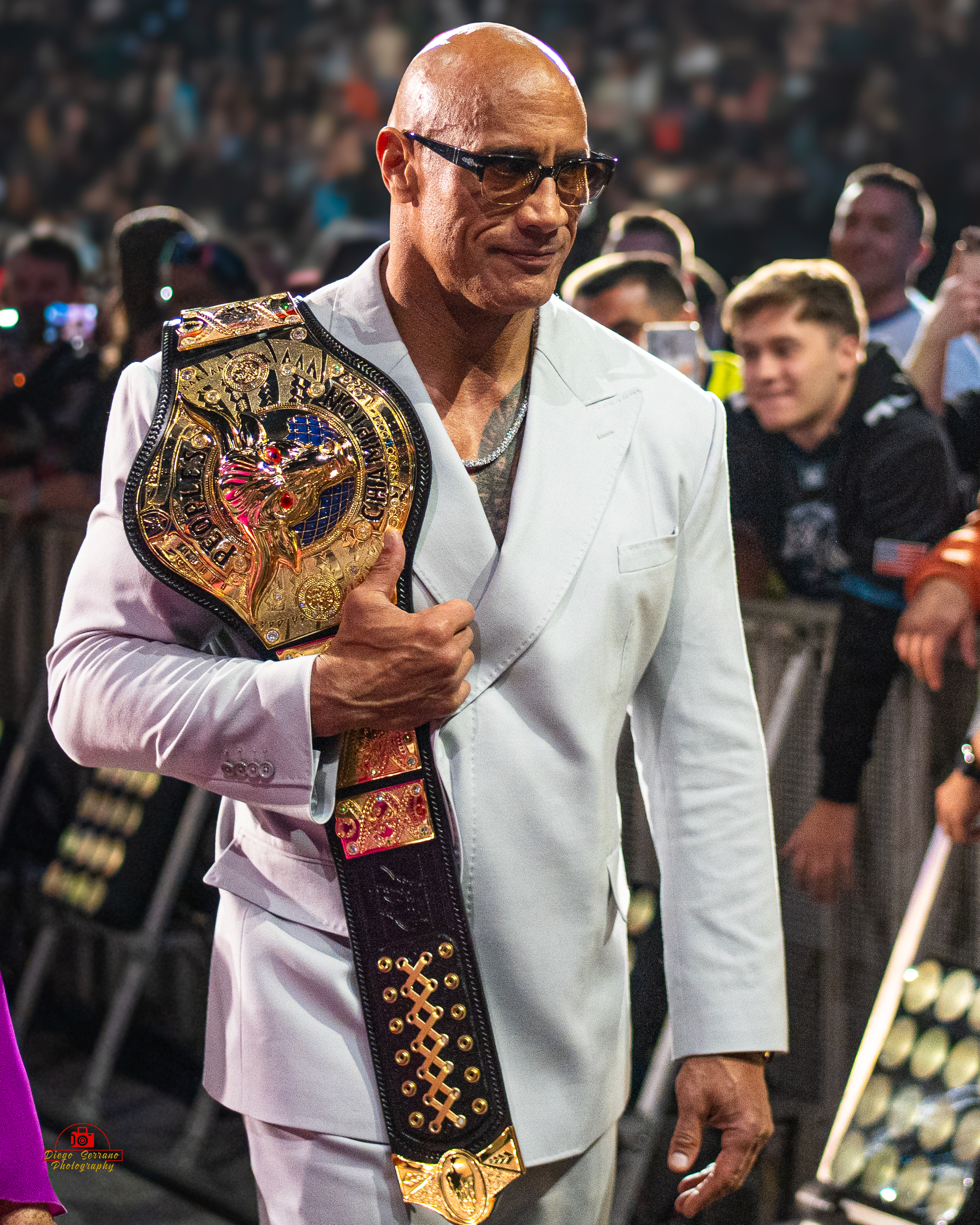
The Rock la Hall of Fame 2024.

Șase luni mai târziu, în main event-ul de la Bad Blood din 5 octombrie, Rhodes și Reigns au făcut echipă pentru a înfrunta membrii The Bloodline (Solo Sikoa și Jacob Fatu) din care Reigns fusese înlăturat, învingându-i pe Sikoa și Fatu cu ajutorul unui Jimmy Uso care se întoarce. După meci, The Rock s-a întors și a stat în vârful rampei de intrare, unde a numărat în tăcere până la trei și a făcut un gest de tăiere a gâtului către Reigns, Rhodes și Uso înainte de a pleca. The Rock a revenit la premiera Raw de pe Netflix pe 6 ianuarie 2025, mulțumindu-i lui Rhodes pentru toată munca sa ca față a companiei și îmbrățișându-l. Mai târziu în acea noapte, The Rock l-a îmbrățișat pe Reigns după ce acesta din urmă l-a învins pe Sikoa pentru a-și recupera titlul de Ula Fala și de șef de trib. În noaptea următoare, la New Year's Evil, The Rock și-a făcut prima apariție pe brandul NXT. Într-un interviu care a închis episodul special de televiziune, el a adresat critici față de acțiunile sale cu o seară înainte la Raw. În episodul din 21 februarie din SmackDown, The Rock a făcut o apariție pentru a anunța că WrestleMania 42 va avea loc în New Orleans, Louisiana, unde SmackDown a fost înregistrat. The Rock l-a chemat și pe Cody Rhodes, unde s-a oferit să-l ridice pe Rhodes drept vedetă în schimbul loialității lui Rhodes față de The Rock și a declarat în mod criptic că își dorește sufletul lui Rhodes. Pe 1 martie la Elimination Chamber: Toronto, Rhodes refuză oferta lui The Rock, care a răspuns semnalându-i câștigătorului meciului Elimination Chamber, John Cena, să-l atace pe Rhodes, lăsându-l bătut și însângerat pentru a închide show-ul.

## Biografie
Dwayne Douglas Johnson s-a născut pe 2 mai 1972 în Hayward, California, fiul lui Ata Johnson (née Maivia) și luptătorul profesionist Rocky Johnson (născut Wayde Douglas Bowles). Bunicul său maternal, "Marele șef", Peter Maivia, a fost de asemenea, un luptător, iar bunica sa maternală, Lia Maivia, a fost una dintre numeroșii promotori ai luptei, preluând Polynesian Pacific Pro Wrestling după moartea soțului său în 1982 până în 1988. Tatăl lui Johnson, care este canadian, este un Black Nova Scotians, în timp ce mama sa este de origine samoană. Tatăl său a făcut parte din prima echipă de tag-uri de culoare care a câștigat Campionatele Mondiale pe echipe din World Wrestling Federation (WWF). Prin intermediul mamei sale, el este considerat o rudă fără sânge a familiei de lupte Anoa'i. Verișoara lui, Savelina Fanene (Nia Jax) o luptătoare care lucrează în prezent pentru WWE.
Johnson a trăit pentru scurt timp în suburbia Gray Lynn din Auckland, Noua Zeelandă cu familia mamei sale. A urmat școala primară Richmond Road, înainte de a se întoarce în Statele Unite cu părinții săi. A petrecut clasa a 10-a la liceul președintelui William McKinley din Honolulu, Hawaii. Începând cu clasa a XI-a, slujba tatălui său a necesitat relocarea sa la Bethleem, Pennsylvania, unde Dwayne a început să joace fotbal la Liceul Freedom High School din East Penn. El a fost, de asemenea, membru al echipei școlare și a câmpurilor și a echipelor de lupte.

## Filmografie
| An   | Titlu                            | Rol                           | Note                              |
| ---- | -------------------------------- | ----------------------------- | --------------------------------- |
| 1999 | Beyond the Mat                   | Propriul rol                  | Documentar                        |
| 2000 | Longshot                         | Mugger                        |                                   |
| 2001 | The Mummy Returns                | Mathayus / The Scorpion King  | CGI for the final section         |
| 2002 | The Scorpion King                | Mathayus / The Scorpion King  |                                   |
| 2003 | The Rundown                      | Beck                          | Cunoscut și Welcome to the Jungle |
| 2004 | Walking Tall                     | Chris Vaughn                  |                                   |
| 2005 | Be Cool                          | Elliot Wilhelm                |                                   |
| 2005 | Doom                             | Asher "Sarge" Mahonin         |                                   |
| 2006 | Gridiron Gang                    | Sean Porter                   |                                   |
| 2007 | Reno 911!: Miami                 | Agent Rick Smith              |                                   |
| 2007 | Southland Tales                  | Boxer Santaros                |                                   |
| 2007 | The Game Plan                    | Joe Kingman                   |                                   |
| 2008 | Get Smart                        | Agent 23                      |                                   |
| 2009 | Race to Witch Mountain           | Jack Bruno                    |                                   |
| 2009 | Planet 51                        | Captain Charles "Chuck" Baker | Voice                             |
| 2010 | Tooth Fairy                      | Derek Thompson / Tooth Fairy  |                                   |
| 2010 | Why Did I Get Married Too?       | Daniel Franklin               | Necreditat                        |
| 2010 | The Other Guys                   | Detective Christopher Danson  |                                   |
| 2010 | You Again                        | Air marshal                   | Necreditat                        |
| 2010 | Faster                           | Șoferul                       |                                   |
| 2011 | Fast Five                        | Luke Hobbs                    |                                   |
| 2012 | Journey 2: The Mysterious Island | Hank Parsons                  |                                   |
| 2013 | Snitch                           | John Matthews                 |                                   |
| 2013 | G.I. Joe: Retaliation            | Roadblock                     |                                   |
| 2013 | Pain & Gain                      | Paul Doyle                    |                                   |
| 2013 | Fast & Furious 6                 | Luke Hobbs                    |                                   |
| 2013 | Empire State                     | Detective James Ransome       | Straight to DVD and Blu-ray       |
| 2014 | Hercules                         | Hercules                      |                                   |
| 2015 | Fast & Furious 7                 | Luke Hobbs                    |                                   |
| 2015 | San Andreas                      | Tom                           | Filmare                           |
| 2015 | Jem and the Holograms            | Himself                       |                                   |
| 2016 | Central Intelligence             | Bob Stone / Robbie Weirdicht  | Și producător                     |
| 2016 | Moana                            | Maui                          | Voce                              |
| 2017 | The Fate of the Furious          | Luke Hobbs                    |                                   |
| 2017 | Baywatch                         | Mitch Buchannon               | Și producător executiv            |
| 2017 | Jumanji: Welcome to the Jungle   | Dr. Smolder Bravestone        | Și producător                     |
| 2018 | Rampage                          | Davis Okoye                   | Și producător executiv            |
| 2018 | Skyscraper                       | Will Sawyer                   | Și producător                     |
| 2019 | Fighting with My Family          | El însuși                     | Și producător executiv            |
| 2019 | Shazam!                          | N/A                           | Și producător executiv            |
| 2019 | Hobbs & Shaw†                    | Luke Hobbs                    | Și producător                     |
| 2019 | Jumanji: The Next Level†         | Dr. Smolder Bravestone        | Post-producție; Și producător     |
| 2020 | Jungle Cruise†                   | Frank                         | Post-producție; Și producător     |

| † | Denotes films that have not yet been released |

### Televiziune
| An   | Titlu                    | Rol                     | Note                                         |
| ---- | ------------------------ | ----------------------- | -------------------------------------------- |
| 1999 | That '70s Show           | Rocky Johnson           | Episodul: "That Wrestling Show"              |
| 1999 | The Net                  | Brody                   | Episodul: "Last Man Standing"                |
| 2000 | Saturday Night Live      | Rolul propriei persoane | Host 3 episoade                              |
| 2000 | Star Trek: Voyager       | The Champion            | Episodul: "Tsunkatse"                        |
| 2007 | Cory in the House        | Rolul propriei persoane | Episodul: "Never the Dwayne Shall Meet"      |
| 2007 | Hannah Montana           | Rolul propriei persoane | Episodul: "Don't Stop Til You Get the Phone" |
| 2009 | Wizards of Waverly Place | Rolul propriei persoane | Episodul: "Art Teacher"                      |
| 2010 | Transformers: Prime      | Cliffjumper             | Episodul: "Darkness Rising, Part 1"; voice   |
| 2010 | Family Guy               | Rolul propriei persoane | Episodul: "Big Man on Hippocampus"           |
| 2013 | The Hero                 | Rolul propriei persoane | Gazdă, producător                            |
| 2014 | Wake Up Call             | Rolul propriei persoane | Gazdă, producător                            |
| 2014 | Ballers                  | Spencer Strasmore       | Producător executiv                          |

## Discografie
| An   | Cântec                   | Album                                             |
| ---- | ------------------------ | ------------------------------------------------- |
| 2000 | "It Doesn't Matter"      | The Ecleftic: 2 Sides II a Book                   |
| 2001 | "Pie"                    | WWF The Music, Vol. 5                             |
| 2005 | "You Ain't Woman Enough" | Coloana sonoră a Be Cool                          |
| 2010 | "Wind Beneath My Wings"  | Coloana sonoră a Tooth Fairy                      |
| 2012 | "What a Wonderful World" | Coloana sonoră a Journey 2: The Mysterious Island |

## Premii și nominalizări
| An   | Premiu                   | Categorie                                   | Rezultat     | Lucrare                          |
| ---- | ------------------------ | ------------------------------------------- | ------------ | -------------------------------- |
| 2001 | Teen Choice Awards       | Film – Choice Sleazebag                     | Câștigat     | The Mummy Returns                |
| 2002 | Teen Choice Awards       | Film – Choice Actor, Drama/Action Adventure | Nominalizare | The Scorpion King                |
| 2003 | Kids' Choice Awards      | Favorite Male Butt Kicker                   | Nominalizare | The Scorpion King                |
| 2004 | MTV Movie Awards         | Best Fight                                  | Nominalizare | The Rundown                      |
| 2004 | Teen Choice Awards       | Choice Movie Actor - Drama/Action Adventure | Nominalizare | Walking Tall                     |
| 2005 | Teen Choice Awards       | Choice Movie Rockstar Moment                | Nominalizare | Be Cool                          |
| 2006 | Fangoria Chainsaw Awards | Bloodiest Beatdown                          | Nominalizare | Doom                             |
| 2006 | People's Choice Awards   | Favorite Male Action Star                   | Nominalizare |                                  |
| 2008 | Kids' Choice Awards      | Favorite Male Movie Star                    | Nominalizare | The Game Plan                    |
| 2008 | People's Choice Awards   | Favorite Leading Man                        | Nominalizare | Himself                          |
| 2009 | MTV Movie Awards         | Best Villain                                | Nominalizare | Get Smart                        |
| 2011 | Kids' Choice Awards      | Favorite Movie Actor                        | Nominalizare | Tooth Fairy                      |
| 2011 | Teen Choice Awards       | Choice Movie Actor: Action                  | Nominalizare | Faster Fast Five                 |
| 2013 | Teen Choice Awards       | Choice Movie Actor: Action                  | Nominalizare | G.I. Joe: Retaliation            |
| 2013 | Teen Choice Awards       | Choice Summer Movie Star: Male              | Nominalizare | Fast & Furious 6                 |
| 2013 | Teen Choice Awards       | Choice Movie: Chemistry                     | Nominalizare | Fast & Furious 6                 |
| 2013 | Kids' Choice Awards      | Favorite Male Butt Kicker                   | Câștigat     | Journey 2: The Mysterious Island |
| 2014 | Image Awards             | Entertainer of the Year                     | Nominalizare |                                  |
| 2014 | Kids' Choice Awards      | Favorite Male Butt Kicker                   | Nominalizare | G.I. Joe: Retaliation            |

## Titluri câștigate în wrestling
- Pro Wrestling Illustrated

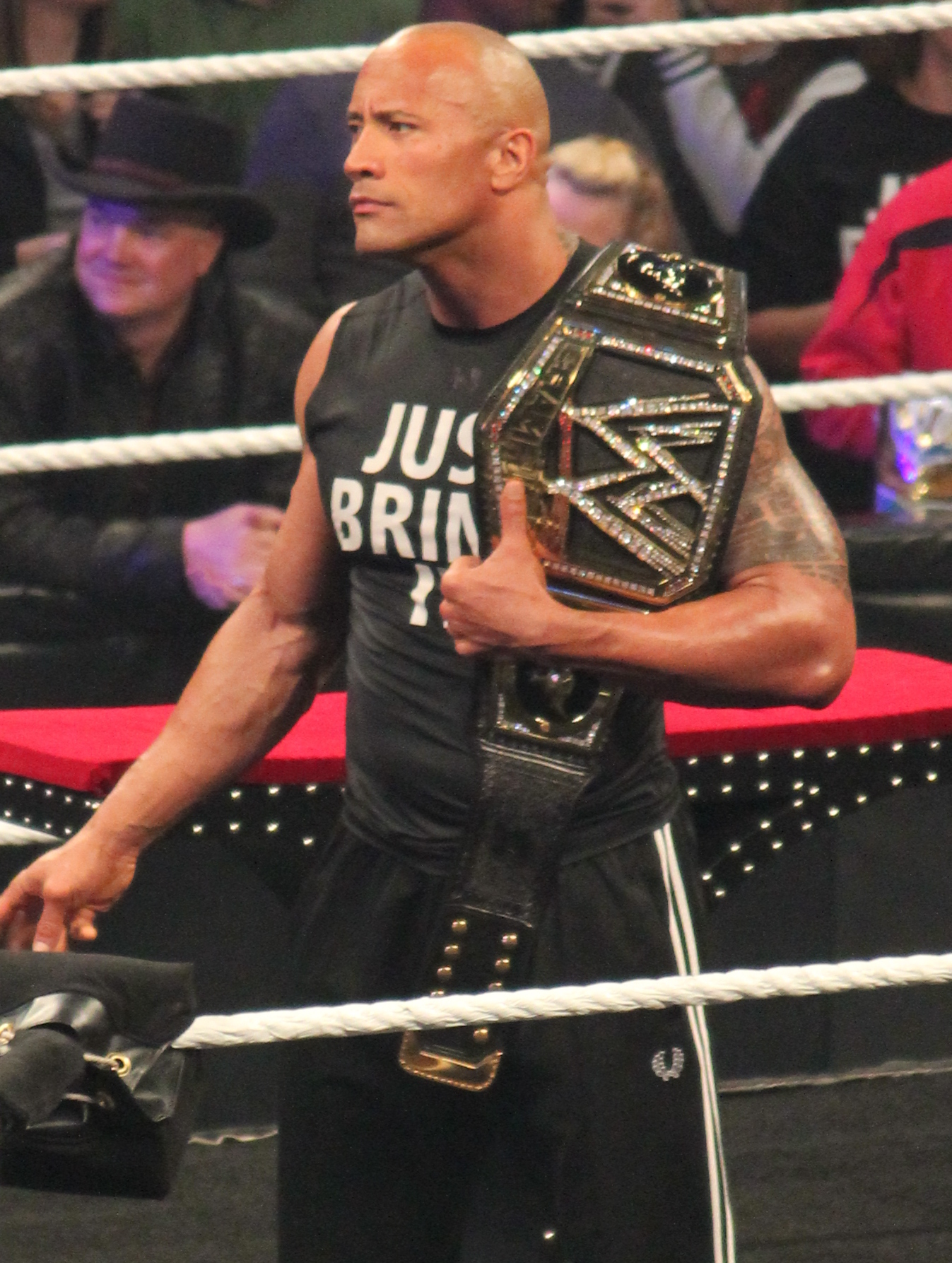
The Rock este de 10 ori campion mondial – și 8 ori WWF/WWE Champion (în imagine) și de 2 ori WCW/World Champion.

  - Lupta anului (1999) vs. Mankind într-un "I Quit" match la Royal Rumble[23][24]
  - Lupta anului (2002) vs. Hollywood Hulk Hogan la WrestleMania X8[23][24]
  - Cel mai popular wrestler al anului (1999, 2000)[23]
  - Wrestlerul anului (2000)[23]
  - Ranked No. 2 of the top 500 singles wrestlers in the PWI 500 in 2000[25]
  - Ranked No. 76 of the top 500 singles wrestlers of the "PWI Years" in 2003
- United States Wrestling Association
  - USWA World Tag Team Championship (2 ori) – cu Bart Sawyer[26]
- World Wrestling Federation/Entertainment/WWE
  - WCW/World Championship (2 ori)[27][28]
  - WWF/WWE Championship1 (8 ori)[29][30]
  - WWF Intercontinental Championship (2 ori)[31]
  - WWF Tag Team Championship (5 ori) – cu Mankind (3), The Undertaker (1), și Chris Jericho (1)[32]
  - Deadly Games WWF Championship Tournament (1998)
  - Royal Rumble (2000)[12]
  - Al șaselea Triple Crown Champion
  - Slammy Awards (9 ori)
    - Best Actor (2014)
    - Game Changer of the Year (2011) – cu John Cena
    - Guess Who's Back or: Return of the Year (2011)
    - LOL! Moment of the Year (2012, 2013) – insulting John Cena using the history of Boston, Massachusetts – Rock Concert on the 20th anniversary episode of Raw
    - Match of the Year (2013) – vs. John Cena pentru WWE Championship la WrestleMania 29
    - New Sensation (1997)
    - "Tell Me You Didn't Just Say That" Insult of the Year (2014) – insulting Rusev and Lana
    - "This is Awesome" Moment of the Year (2015 – shared with Ronda Rousey)
- Wrestling Observer Newsletter
  - Best Box Office Draw (2000, 2011, 2012)[33][34]
  - Best Gimmick (1999)
  - Best on Interviews (1999, 2000)
  - Most Charismatic (1999, 2000, 2001, 2002, 2011, 2012)[33][34]
  - Most Improved (1998)
  - Wrestling Observer Newsletter Hall of Fame (Class of 2007)